# Lagunas del Crepúsculo
En el universo ficticio creado por el escritor británico J. R. R. Tolkien, las lagunas del Crepúsculo están ubicadas al suroeste de Doriath, donde el Aros desemboca en el Sirion y este se hace más ancho tras pasar por «sus puertas» y antes de topar con las colinas de Andram. Se trata de una zona de hermosa lagunas y de marjales, regadas por los ríos Celon, Sirion y Teiglin, estando protegidas por el encantamiento de Melian. 
Allí Turgon y Finrod tuvieron el sueño, provocado por Ulmo, que les llevó a construir Gondolin y Nargothrond respectivamente.

## Etimología del nombre
Las lagunas del Crepúsculo son conocidas por el nombre sindarin Aelin Uial, nombre compuesto por las palabras aelin, que se puede traducir como ‘laguna’ o ‘estanque’; raíces AY y LIN1; y la palabra uial, que significa ‘crepúsculo’; raíces YÛ y KAL.